# Beryllkronan
Beryllkronan, i original The Adventure of the Beryl Coronet, är en novell av den skotske författaren Sir Arthur Conan Doyle i hans serie berättelser om detektiven Sherlock Holmes. Novellen publicerades ursprungligen i Strand Magazine maj 1892.

## Handling
En bankir, mister Holder, har lånat ut en stor summa pengar mot en säkerhet bestående av en krona med beryller. Han låser in kronan men väcks på natten av ett ljud. Han går upp och ser sin son, till synes försöka böja kronan. Tre beryller saknas, kronan är skadad och Holder söker förfärad upp Holmes för att få hjälp. Efter att ha hört Holders hela historia hyser Holmes trots allt tvivel angående sonens skuld.

## Filmatisering
Novellen filmatiserades 1965 med Douglas Wilmer som Holmes.